# Фландес, Хуан
Хуа́н де Фла́ндес (исп. Juán de Flandes) — испанский художник нидерландского происхождения XV века, один из главнейших представителей Возрождения в Испании.
Точные годы жизни неизвестны, родился около 1460-х годов во Фландрии. В период с 1496 по 1519 годы работал в Испании при дворе королевы Изабеллы Кастильской, наряду с известным портретистом Михелем Зиттовом.

## Биография
О биографии этого художника известно немного. Его настоящее имя не ясно, встречаются варианты — «Хуан де Фландес» — указание на национальность, «Иоанн» или «Ян из Фландрии», также «Ян Салаэрт» или «Мастер из Гента».
Впервые упоминается в счетах королевы Изабеллы Кастильской за 1496 год. Два года спустя документы говорят о нем уже как о «придворном художнике Её Величества». Своё место при королеве он сохраняет до её смерти в 1504 году. Его кисти принадлежат несколько портретов представителей правящей династии.
После этого он отправляется в Саламанку, где в 1505 году было документировано создание им нескольких работ для университета и «Алтаря Сан-Мигеле» для городского собора. В 1509 году по заказу епископа Хуана Родригеса де Фонсеки он создает большое ретабло для собора в Паленсии. Оно состоит из 12 частей и производит грандиозное впечатление. В Паленсии Фландес оставался до своей смерти, предположительно наступившей до октября 1519 года, после которого его супруга в административных документах была упомянута как вдова.

## Живопись
Фландес — представитель так называемой «испано-фламандской» школы живописи Кастилии, страны, в которой в тот момент в художественном отношении преобладало нидерландское влияние. Его работам присущи черты, характерные для Северного Возрождения, в частности, ощущается влияние Яна ван Эйка.

### Произведения
Для королевы Изабеллы Фландес создал переносное ретабло из 47 миниатюрных изображений. Из них сохранилось менее половины, рассеянной по различным музеям мира, от Метрополитена до Лувра и Прадо.
Портреты Фландеса отличает тщательность, внимательность и гармоничность, это типичные образцы нидерландской портретной живописи XV в., правда, второго ряда. Он несколько раз писал королеву Изабеллу — и молодой женщиной, и суровой старухой с дряблым лицом с морщинами: искусство его направления не имело склонности к идеализации.
Сохранились его изображения Хуаны Безумной, тогда еще инфанты, её мужа Филиппа Красивого, а также анонимной инфанты, предположительно Екатерины Арагонской, будущей королевы Англии (Музей Тиссена-Борнемисы, Мадрид). Первый из известных придворных испанских портретистов, череду которых продолжит Веласкес и Гойя.